# Списък на владетелите на Тирол
Това е Списък на владетелите на Тирол.
Тиролското графство е територия от княжествата на Свещената Римска империя, образувани през средата на 11 век и просъществували до 1806 г. През 1363 г. Тирол преминал под властта на Хабсбургите и до 1918 г. е наследствена коронска земя на Австрийската монархия.

## Графове на Тирол
| Владетел                                                                                                | Години на управление | Други титли |
| --- | -------------------- | --- |
| Тиролска династия                                                                                       |                      | |
| Алберт                                                                                                  | средата на 11 век    | - |
| Алберт II                                                                                               | 1128 – 1140          | - |
| Алберт III                                                                                              | 1140 – 1165          | от 1141 граф на Тирол |
| Бертхолд I                                                                                              | 1165 – 1180          | от 1141 граф на Тирол |
| Хайнрих I                                                                                               | 1180 – 1190          | |
| Алберт III                                                                                              | 1101 – 1165          | от 1210 Фогт на Бриксен |
| Графове на Горица-Тирол (Майнхардини)                                                                   |                      | |
| Майнхард I                                                                                              | 1253 – 1258          | граф на Горица и Истрия (1220 – 1258), от фамилията Майнхардини |
| Майнхард II                                                                                             | 1258 – 1295          | херцог на Каринтия (1286 – 1295), Крайна (от 1286), граф на Горица (1258 – 1267). Основател на Тирол като държава                                                                                               |
| Ото I                                                                                                   | 1295 – 1310          | херцог на Каринтия и Крайна |
| Хайнрих II                                                                                              | 1310 – 1335          | крал на Бохемия (1307 – 1310), херцог на Каринтия и Крайна |
| Маргарита                                                                                               | 1335 – 1363          | - |
| Люксембургска династия                                                                                  |                      | |
| Йохан Хайнрих                                                                                           | 1335 – 1341          | маркграф на Моравия (1349 – 1375) |
| Династия Вителсбахи                                                                                     |                      | |
| Лудвиг V                                                                                                | 1341 – 1361          | херцог на Херцогство Горна Бавария (c 1347), маркграф на Бранденбург (1323 – 1351) |
| Майнхард III                                                                                            | 1361 – 1363          | херцог на Горна Бавария |
| Династия Хабсбурги                                                                                      |                      | |
| Рудолф IV                                                                                               | 1363 – 1365          | херцог на Херцогство Австрия, Щирия и Каринтия от 1358 |
| Албрехт III                                                                                             | 1365 – 1379          | херцог на Австрия (1365 – 1395), херцог на Щирия и Каринтия |
| Леополд III                                                                                             | 1365 – 1386          | херцог на Австрия (1365 – 1379), херцог на Щирия, Каринтия, Крайна и Вътрешна Австрия |
| Вилхелм                                                                                                 | 1386 – 1406          | херцог на Щирия, Каринтия, Крайна (1386 – 1406), херцог на Австрия (1386 – 1496) |
| Леополд IV                                                                                              | 1386 – 1406          | херцог на Щирия (1386 – 1396), херцог на Каринтия и Крайна (1386 – 1411), херцог на Австрия (1386 – 1411) |
| Стара Тиролска линия (странична линия на Хабсбургите)                                                   |                      | |
| Фридрих IV                                                                                              | 1406 – 1439          | херцог на Предна Австрия (от 1411) |
| Сигизмунд                                                                                               | 1439 – 1490          | титулар ерцхерцог на Австрия, регент на Тирол и Предна Австрия |
| при Херцогство Австрия: (1493 г. Покняжено Графство Тирол)                                              |                      | |
| Максимилиан I                                                                                           | 1490 – 1519          | император на Свещената Римска империя, крал на Германия, ерцхерцог на Австрия, херцог на Щирия, Каринтия, Крайна (от 1493), граф на Бургундия и Артуа (1477 – 1482), херцог на Гелдерн (1482 – 1492)            |
| Карл V                                                                                                  | 1519 – 1521          | император на Свещената Римска империя (1519 – 1556), крал на Испания (1516 – 1556), Неапол и Сицилия (1516 – 1554), херцог на Бургундия (1506 – 1555), ерцхерцог на Австрия, херцог на Щирия, Каринтия и Крайна |
| Фердинанд I                                                                                             | 1521 – 1564          | император на Свещената Римска империя (от 1556), крал на Бохемия и Унгария (от 1526), ерцхерцог на Австрия, херцог на Щирия, Каринтия и Крайна                                                                  |
| Фердинанд II от Тирол и хабсбургски Щатхалтери                                                          |                      | |
| Фердинанд II                                                                                            | 1564 – 1595          | ерцхерцог на Австрия, княжески граф на Тирол от 1564 |
| Рудолф II                                                                                               | 1595 – 1608          | император на Свещената Римска империя, крал на Германия (1576 – 1612), крал на Моравия (1576 – 1611), крал на Унгария, ерцхерцог на Австрия (1576 – 1608)                                                       |
| Матиас                                                                                                  | 1595 – 1619          | император на Свещената Римска империя, крал на Германия (1612 – 1619), крал на Унгария, ерцхерцог на Австрия (1608 – 1619), крал на Моравия (1611 – 1619)                                                       |
| Максимилиан III                                                                                         | 1612 – 1618          | ерцхерцог, Щатхалтер на Предна Австрия |
| Млада Тиролска линия (странична линия на Хабсбургите)                                                   |                      | |
| Леополд V                                                                                               | 1619 – 1632          | ерцхерцог на Предна Австрия |
| Клавдия Медичи                                                                                          | 1632 – 1646          | ерцхерцогиня, регентка на нейния син Фердинанд Карл |
| Фердинанд Карл                                                                                          | 1646 – 1662          | ерцхерцог на Предна Австрия, княз на Тирол |
| Сигизмунд Франц                                                                                         | 1662 – 1665          | ерцхерцог на Предна Австрия, княз на Тирол, епископ |
| при Австрия: През 1665 г. Тирол е окончателно обединен с останалите владения на австрийските Хабсбурги. |                      | |
| Леополд                                                                                                 | 1665 – 1705          | Леополд I като император |
| Йозеф                                                                                                   | 1705 – 1711          | Йозеф I като император |